# 울산기술공업고등학교
울산기술공업고등학교(蔚山技術工業高等學校)는 대한민국 울산광역시 울주군 온산읍 덕신리에 있는 사립 고등학교이다.

## 학교 연혁
- 1966년 1월 19일 : 학교법인 새길학원 인가
- 1978년 11월 13일 : 온산상업고등학교 설립인가(9학급)
- 1979년 3월 5일 : 제1회 입학식
- 1987년 7월 13일 : 온산종합고등학교로 교명 변경
- 1993년 11월 18일 : 온산상업고등학교 학칙변경 (30학급)
- 1999년 3월 1일 : 울산경영정보고등학교로 교명 변경
- 2016년 3월 1일 : 울산기술공업고등학교 교명 변경
- 2018년 11월 1일 : 강봉조 이사장 취임
- 2025년 2월 10일 : 제44회 졸업식 (졸업생수 113명, 총 졸업생수 11,676명)
- 2025년 3월 1일 : 제17대 최우식 교장 취임
- 2025년 3월 4일 : 제47회 입학 (신입생 144명)

## 설치 학과
- 전기과
- 산업설비기계과
- 드론공간정보과
- 융합디자인과
- 산업경영과

## 참고 자료
- 울산기술공업고등학교 - 한국교육학술정보원 학교알리미